# Calvin Thomas
Calvin Thomas (St. Louis, 7 gennaio 1960) è un ex giocatore di football americano statunitense che ha giocato nel ruolo di running back per sette stagioni nella National Football League (NFL). Fu scelto nel corso del Draft NFL 1982 dai Chicago Bears. Al college ha giocato a football all’Università dell'Illinois.

## Carriera professionistica
Thomas fu scelto nel corso del Draft 1982 dai Chicago Bears. Nella sua stagione da rookie giocò sei partite. Nel 1985, Calvin segnò il proprio primato con 4 touchdown e i Bears terminarono la stagione regolare con un record di 15-1, vincendo il Super Bowl XX contro i New England Patriots per 46-10. Thomas rimase ai Bears fino alla prima parte della stagione 1988, quando passò ai Denver Broncos disputando l'ultimo scorcio di stagione della carriera.

## Palmarès
- Super Bowl : 1

Chicago Bears: Super Bowl XX
- National Football Conference Championship: 1

Chicago Bears: 1985

## Statistiche
| Partite totali     | 80  |
| Yard su corsa      | 672 |
| Touchdown su corsa | 5   |